# Johanna Oakley
Johanna Oakley (Johanna Barker nella versione del musical di Stephen Sondheim, The Demon Barber of Fleet Street) è un personaggio del romanzo The String of Pearls.

## Biografia
Nel musical di Sondheim, Johanna è la figlia di un barbiere di Londra, Benjamin Barker, e della sua avvenente moglie Lucy: la sua famiglia viene distrutta dal crudele e potente giudice Turbin, che bramava Lucy e che per ottenerla aveva esiliato per la vita il povero Barker in una colonia dell'Australia costringendolo ai lavori forzati. Dopodiché, dopo aver tentato più volte invano di conquistare l'inconsolabile signora Barker con fiori e cerimonie, la invita a casa sua fingendosi pentito per poi stuprarla nel bel mezzo di un ballo in maschera nella sua dimora. Lucy, per la vergogna e per il disonore, ritornata a casa cerca di suicidarsi con l'arsenico ma sopravvive: per effetto contrario il veleno le fa perdere la memoria e la ragione facendola diventare completamente pazza. Johanna, ancora neonata, viene allora strappata dalla madre dal giudice Turpin che la cresce nella sua villa come sua pupilla tenendola però segregata nella sua stanza, nascosta dal mondo e dalla gente.
Johanna cresce in grazia e bellezza, ereditando i capelli biondi e la pelle diafana dalla madre, ma per la rigida educazione di Turpin e per la sua prigionia comincia a dare segni di squilibrio e desidera fuggire dal controllo ossessivo del tutore. Un giorno la ragazza, affacciata alla finestra, viene sentita cantare dal giovane marinaio Anthony Hope che si innamora perdutamente di lei e giura di salvarla da Turpin: Johanna, cogliendo l'opportunità, gli lancia la chiave della sua stanza e progettano una fuga romantica. Purtroppo Turpin lo viene a sapere e, infuriato, rinchiude la povera fanciulla in un manicomio, il cui direttore si chiama Jonas Fogg, un sadico dottore che maltratta i suoi pazienti.
Anthony, sotto consiglio dell'amico Sweeney Todd (alias Benjamin Barker, ritornato a Londra per vendicarsi del giudice), si finge apprendista parrucchiere e si reca al manicomio di Fogg per tagliare i capelli ai pazienti così da ricavarne parrucche; là, trovata la sua Johanna, la libera e i due scappano nella notte mentre Jonas Fogg viene linciato e fatto a pezzi dai suoi pazienti. I due arrivano alla bottega di Sweeney Todd e Anthony ordina all'amata di aspettarlo là mentre lui noleggia una carrozza per scappare: Johanna, travestita da garzone, ciondola per la bottega finché non sente i passi di una mendicante; spaventata, si nasconde in un baule e osserva la mendicante (alias sua madre Lucy) e successivamente lo stesso giudice Turpin venire uccisi dal barbiere Sweeney Todd. L'uomo la scopre e sta per sgozzarla (non riconoscendola) ma, sentendo il grido della signora Lovett al piano di sotto la dimentica e corre via, lasciando la ragazza sconvolta.
Pur non esplicitamente, Anthony ritorna e i due abbandonano Londra con la carrozza.

## Canzoni cantate
- The Ballade of Sweeney Todd
- Green Finch and Linnet Bird
- Ah, Miss!
- Kiss Me
- Johanna (reprise)
- City on Fire
- Ah, Miss! (reprise)
- The Ballade of Sweeney Todd (reprise)